# Kreuzkirche (Dresden-Weißig)

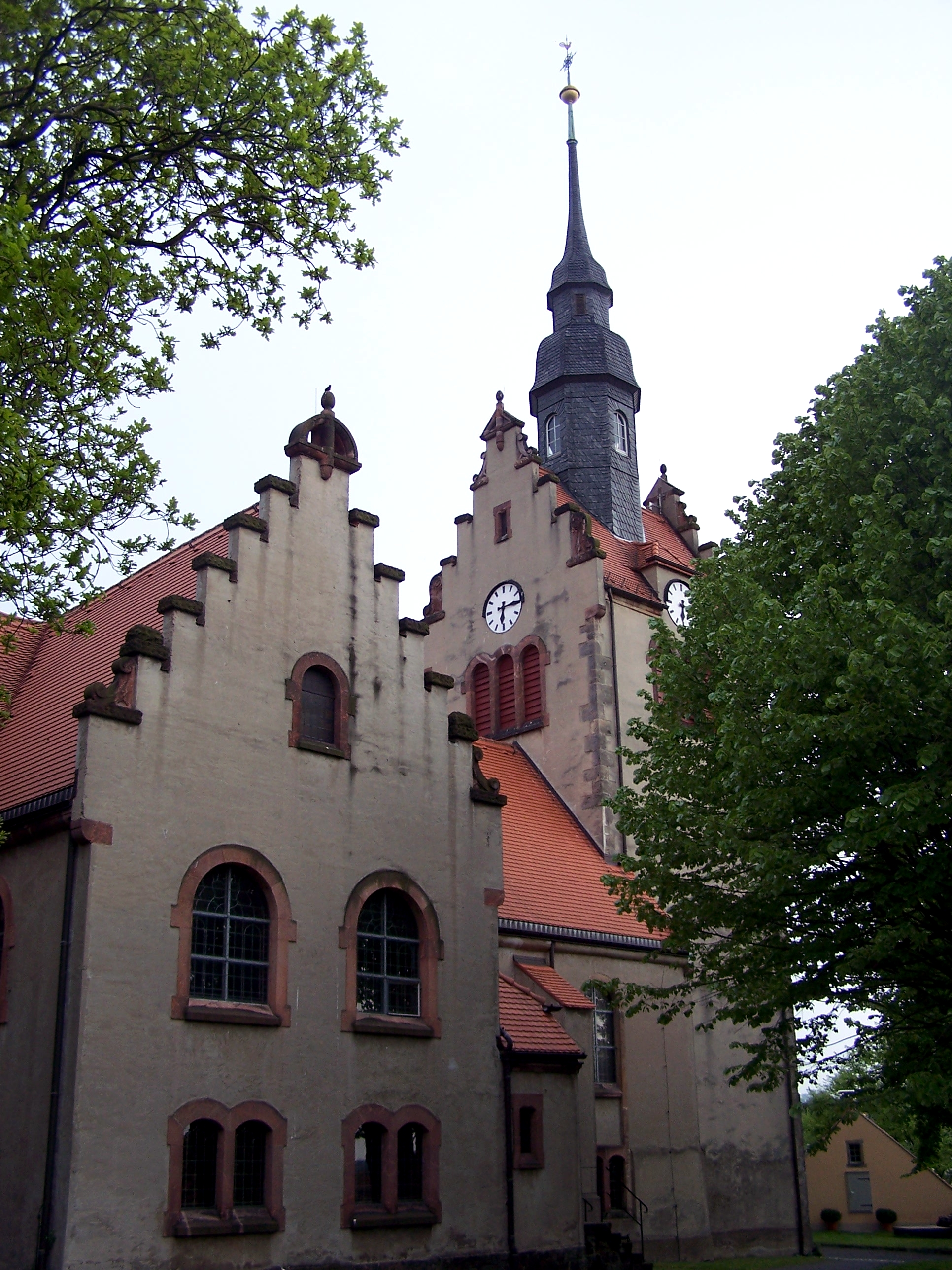
Kreuzkirche in Weißig

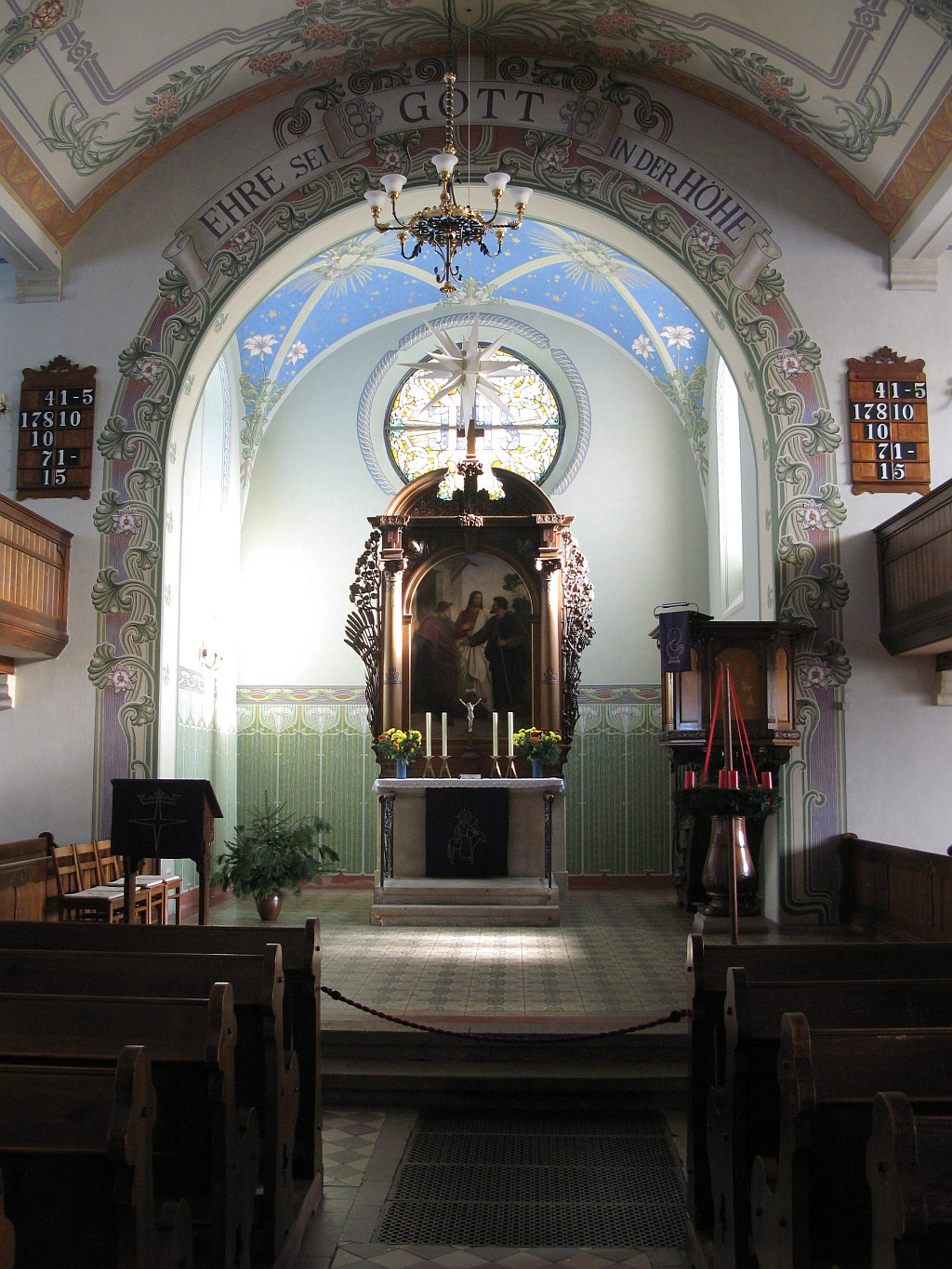
Kreuzkirche in Weißig, Blick in den 1901 gestalteten Chor

Die evangelisch-lutherische Kreuzkirche im Dresdner Ortsteil Weißig bildet seit dem 13. Jahrhundert den kirchlichen Mittelpunkt des Dorfes. Der heutige Kirchenbau wird geprägt von einem Umbau des Dresdner Architekten Woldemar Kandler aus dem Jahr 1901. 
Die Kreuzkirche präsentiert sich seitdem als Saalkirche mit Turmfassade, durchgehendem Querhaus und einem Rechteckchor. Im Inneren gliedern Holzemporen auf drei Seiten den Raum.
Bei dem Umbauprojekt von 1901 folgte man den zeitgenössischen Maximen des Heimatschutzes und der Denkmalpflege, indem man im Außenbau lokalen, traditionellen Bauformen folgte, die Zusätze im Innenraum aber durch die modernen Formen und Motive des Jugendstils kennzeichnete. Bewusst wurden damals ältere Bauteile (Schaft des Westturms und Außenmauern des Langhauses) integriert. Mit dem Umbau entstanden auch das Altarretabel des Dresdner Akademieprofessors Alfred Diethe, die Kanzel, das Gestühl und die Ausmalung. Die Orgel ist ein Werk der Firma Jehmlich aus dem Jahr 1901 mit 21 Registern auf zwei Manualen und Pedal.
Seit einer umfassenden Renovierung in den Jahren 2000/01 ist der Jugendstil-Innenraum fast wieder vollständig erlebbar.